# Kungsbacka ishall
Kungsbacka ishall är en ishall i Kungsbacka i Hallands län byggd 1989. Hallen är hemmaplan för Hanhals IF som spelar i Hockeyettan och Kungsbacka HC som spelar i Hockeytrean säsongen 2020/21. En ny arena är planerad på orten och förväntas stå färdig 2027.